# Need for Speed: Most Wanted (videoigra 2005.)
Need for Speed: Most Wanted trkaća je videoigra otvorenog svijeta iz 2005. godine i deveti dio u seriji Need for Speed. Igru su razvili EA Canada i EA Black Box, a objavio Electronic Arts. Igra je objavljena 11. studenog 2005. za PlayStation 2, Xbox, GameCube, Nintendo DS, Microsoft Windows, Game Boy Advance i Xbox 360. Dodatna verzija, Need for Speed: Most Wanted 5-1-0, objavljena je iste godine za PlayStation Portable. Igra se fokusira na igru usmjerenu na ulične utrke koja uključuje izbor događaja i trkačkih krugova pronađenih u izmišljenom gradu Rockportu, a glavna priča igre uključuje igrače koji preuzimaju ulogu uličnog trkača koji se moraju natjecati protiv 15 od najvećih gradskih elitni ulični trkači kako bi postali najtraženiji trkač u grupi, u procesu tražeći osvetu jednom od njih koji je uzeo njihov automobil i razvijajući svađu s gradskom policijom.
Most Wanted donio je mnoga značajna poboljšanja i nadopune u odnosu na ostale unose u seriji, a glavni naglasak su dublje policijske aktivnosti. Određena izdanja igre također su bila upakirana s mogućnošću mrežnog igranja za više igrača. Nakon objavljivanja, igra je dobila pozitivne kritike kritičara i postigla je komercijalni uspjeh, prodavši se u 16 milijuna primjeraka diljem svijeta, čime je postala jedna od najboljih stavki u seriji. Njegov uspjeh kasnije je doveo do kolekcionarskog izdanja, Black Edition, koje je dalo dodatni sadržaj za igru.
Igru je kasnije naslijedio Need for Speed: Carbon u 2006. godini, koji je pružio nastavak priče Most Wanted, pri čemu je virtualno izdanje dostupno za PlayStation 3 putem PlayStation Store -a u svibnju 2012., dok sljedeće godine nije prestalo s proizvodnjom. Ponovno pokretanje igre pod istim nazivom, koju je razvila tvrtka Criterion Games, objavljeno je u listopadu 2012. godine. 

## Igra
U igri igrači sudjeluju u ilegalnim uličnim utrkama u okruženju Most Wanted-a, koristeći razne licencirane automobile u stvarnom svijetu (dostupne u vrijeme razvoja i objavljivanja igre) koji se mogu nadograditi i prilagoditi novim dijelovima, dok se bore s uključivanje policije u njihove napore da spriječe igrača. Trkački događaji predstavljaju mješavinu natjecateljskih utrka na kružnim utrkama ili utrkama od točke do točke, te na kontrolnim točkama, sprintu i drag utrkama. Igra ima tri načina igre - Career, Quick Race i Challenge Series - s četvrtim načinom rada koji omogućuje igračima na više konzola više igrača. Iako mnogi trkački događaji sadrže one koji su korišteni u prethodnim zapisima u igrama, posebno Underground skup igara, neki događaji - Drifting, Street X, Underground Racing League turniri i Outrun - izostaju iz Most Wanted-a, a zamijenjeni su s dva nova. Prvi događaj je Tollbooth, solo utrka u stilu kontrolnih točaka, u kojoj igrači moraju pogoditi niz kontrolnih točaka, svaku u određenom roku; brzo dosezanje kontrolne točke dodaje vrijeme preostalom vremenu za sljedeću kontrolnu točku. Drugi događaj je Speedtrap, u kojem se igrači natječu u natjecateljskoj utrci na kontrolnim točkama, te moraju pogoditi svaku kontrolnu točku najbržom brzinom; pri prelasku cilja, ukupna brzina svake kontrolne točke se akumulira kako bi se odredio pobjednik. Brzina koju igrač ili protivnik nakupi oduzme se za 10 km/h nakon što protivnik prvi prijeđe ciljnu crtu; to je označeno povremenim bljeskanjem na ekranu sve dok igrač (ili drugi protivnički automobili) ne prijeđe ciljnu crtu.
Igra nudi izbor dionica automobila na izbor, od kojih se svaki može mijenjati tijekom karijere u igri s nadogradnjama za poboljšanje performansi i vizualnog izgleda. Prilagodba izgleda automobila ograničena je; glavni naglasak prilagođavanja je smanjenje razine topline automobila, a ne reputacija kao u podzemnoj seriji - dok su neki elementi koji su bili mogući u prethodnim ratama uklonjeni, drugi su dobili manje promjene, poput toga što su igrači mogli koristiti cijelo tijelo kompleti na automobilima, upotreba samo jednog vinila za vozilo, a vanjske boje ograničene su na glavno tijelo automobila, kotače i zatamnjivanje stakala. Igraču su na raspolaganju i dodatni automobili - od kojih je većina nabavljena od Blacklist Racersa u igri ili se otključavaju nakon što su pobijedili Blacklist Racer, dok su drugi bonusi dostupni nakon dovršetka izazova; brojni automobili dostupni u igri su ekskluzivi koje je dodala kopija igre Black Edition. Policijski automobili ne mogu se voziti u igri, osim tijekom posebnih događaja u načinu Challenge Series igre. Most Wanted, poput serije Underground, izbjegava korištenje velikih oštećenja vozila na svim trkaćim modelima, sa samo izgrebanom bojom i jako napuknutim vjetrobranima koji čine cjelinu modeliranja štete trkača. S druge strane, policijski automobili trpe velika oštećenja ako ih igrač udari u automobil ili uzrokuje sudar s drugim automobilima ili preprekama.
Tijekom utrka i načina rada Karijera, igrači mogu koristiti Nitrous Boosts kako bi im pomogli u borbi protiv protivnika. Za razliku od Undergrounda, koji je prvi uveo mehaniku igranja, Nitrous Boosts se vremenom puni, dopuštajući igraču da ga ponovno koristi po potrebi. Igrači također mogu upotrijebiti drugu sposobnost za pomoć u teškim situacijama pod nazivom "Speedbreaker" - kada se koristi, sposobnost usporava vrijeme (slično vremenu metka), izaziva zanošenje i na trenutak povećava težinu vozila igrača kako bi otežalo biti gurali okolo, dopuštajući tako igračima da manevriraju svojim vozilom iz teške situacije.

### Policijska Potjera
Dok je koncept igračkih angažmana od strane policije prvi put predstavljen u Need for Speed III: Hot Pursuit, razvojem Most Wanteda mehanizam igranja je poboljšan i čvrsto uveden u seriju kroz korištenje složenog sustava. Kada se igrači uključe u policijsku potjeru, obično iz provođenja prometnog prekršaja (u tekstu se naziva "prekršaji") u vidokrugu policijske jedinice (poput prebrze vožnje), njihov cilj je u ovom trenutku pobjeći iz potjere tako što će izbjegavajući ili izvlačeći vozila za potjerom. HUD na ekranu igre mijenja se tijekom potjere, uključujući isticanje policijskih jedinica za gonjenjem na mini-karti, prikaz razine topline vozila i dodavanje trake Potjera na dnu s detaljima o broju policijskih jedinica u potjeri, koliko ih ima izbjegli, a koliko ih je izvedeno. Sustav potjere izračunava kako policija postupa s igračem putem razine topline akumulirane u trenutnom automobilu igrača. Toplina se nakuplja od počinjenja prekršaja i neprestanog izbjegavanja hvatanja od strane policije, a veća razina vrućine uzrokuje da policija bude agresivnija, od korištenja dodatnih taktika i alata (kao što su blokade na cestama, trake sa šiljcima i policijski helikopteri), do uključivanja jačih, bržih policijski automobili poput policijskih terenaca i federalnih jedinica. Ako igrač ima samo jedan automobil koji ih aktivno prati, pojačanje se može pozvati i stići nakon nekog vremena.
Igrači mogu izgubiti policiju vještom vožnjom, korištenjem svojih posebnih sposobnosti, nabijanjem vozila koja progone i korištenjem "Prekidača potjere" - ekoloških zamki, istaknutih na mini -karti, koje prilikom aktiviranja uzrokuju izvlačenje određenog broja policijskih vozila radnje, poput probijanja benzinske postaje. Izbjegavanje i gubitak policije - onemogućavanjem/imobilizacijom vozila, udaljavanjem od progonitelja ili kombinacijom obojega - ne okončava potjeru nakon što nema više aktivnih vozila. Umjesto toga, igrač ulazi u razdoblje "hlađenja" kada se to dogodi, što zaustavlja potjeru (i svako pojačanje koje se poziva), moraju se sakriti i izbjeći da ih neko vrijeme uoči policija. Trajanje ovog razdoblja duže je na višim razinama topline, ali se može značajno skratiti ako igrač dosegne i sakrije se na posebnim mjestima za skrivanje oko postavki igre, koja su tijekom ove faze označena na mini-karti i stavljaju ih van vidokruga policijskih jedinica. Potjera u potpunosti prestaje kada igrač uspješno pobjegne policiji, ili je zatrpan i zarobljen, te je zbog toga "uhićen".

### Način igre Karijera
U glavnom načinu igre cilj je natjecati se protiv svakog od glavnih uličnih trkača (ili Blacklist Racer-a) i pobijediti ih. U početku, igrači započinju dovršavanjem niza događaja s vodičem kako bi olakšali igračima igru, nakon čega moraju izabrati automobil koji će koristiti do kraja igre. Dostupan izbor je ograničen, ali više postaje dostupno kako igrač pobijedi svakog natjecatelja na crnoj listi, uključujući i bolje nadogradnje performansi za njih, s igračima koji mogu prodati bilo koji automobil kupljen u bilo koje vrijeme tijekom igre - auti se mogu kupiti na puno automobila, dok se nadogradnje a dijelovi za prilagođavanje mogu se kupiti u garažama. Događaji u ovom načinu rada podijeljeni su u dvije kategorije - Racing events i Milestones. Dok se Racing događaji fokusiraju na glavni niz trkaćih događaja u igri koji zarađuju novčane nagrade kada se pobijede, prekretnice se usredotočuju na postizanje posebnih ciljeva, od kojih većina obično uključuje sudjelovanje u policijskoj potjeri i podizanje Bountyja igrača - oblik valute s pojedinostima o tome koliko nevolje koje je igrač uzrokovao policiji u okruženju igre, na temelju broja prekršaja i oštećenja imovine koje su prouzročili. Primjer prekretnice može biti igrač od kojeg se traži da uđe u policijsku potjeru, a zatim pokuša pobjeći u zadanom roku.
Policijska potraga u ovom načinu rada može se dogoditi u Free Roamu, tijekom utrke ili aktiviranjem jedne u izborniku pauze igre - ovo se može učiniti samo ako postoje još neki miljokazi. Iako će policijske jedinice uglavnom ometati igrača ako ih počnu proganjati u utrci, pokušat će ih uhititi dok su u Free Roamu. Ako policija to postigne, igrač se kažnjava na temelju razine zagrijavanja, koja se poništava, a automobilu se izriče opoziv - ako igrač ne može platiti kaznu ili primiti treći udarac u automobil, bit će zaplijenjen i izgubljen; izgubivši sve svoje automobile na ovaj način i nemajući novca za kupnju novog, automatski završava igru. Ako igrač pobjegne od potjere, automobil zadržava akumuliranu toplinu, ali to može izgubiti ili promjenom vizualnog izgleda, ili vožnjom drugim vozilom neko vrijeme. Igrači mogu vidjeti statistički zaslon u bilo kojem trenutku tijekom ovog načina rada kako bi vidjeli svoju evidenciju o prekršajima, troškovima prijavljivanja, primijenjenoj taktici i duljini gonjenja.
Da bi preuzeli svakog Racera crne liste, igrači moraju dovršiti događaje i prekretnice povezane s njima, nakon čega moraju pobijediti protiv trkača u nizu utrka - broj se povećava kako igrač napreduje u priči. Pobjeda na utrci Blacklist Racer ne samo da otključava sljedećeg protivnika i novi niz događaja, zajedno s novim prekretnicama koje treba postići, već također otključava dodatne automobile i nadograđuje dijelove, a igraču omogućuje i da od njega osvoji dvije nagrade. Svaki Racer na crnoj listi ima šest nagrada koje mogu ponuditi kada poraze. Dok se tri od ovih nagrada sastoje od posebnih dijelova za prilagođavanje i jedinstvenih poboljšanja performansi, ostale tri, skrivene od igrača do odabira, sastoje se od osobnog automobila trkača - jedinstveno izmijenjenog vozila - i dvije nasumično odabrane bonus funkcije - dodatni novac; oporavak izgubljenih vozila; "karticu za izlazak iz zatvora"; uklanjanje zabranjenog udara na bilo koji automobil. Bilo koji odabrani marker komponente može se nabaviti posjetom garažama nakon povratka u Free Roam. Osim toga, pobjeda nad posebnim natjecateljima na crnoj listi također otključava pristup drugim četvrtima grada - igrač ima pristup jednom okrugu za početak, ali otključava sve više kako napreduju u igri, uključujući i dodatne sigurne kuće.

### Brza Utrka, Serija Izazova i multiplayer
U načinu Brza Utrka (Quick Race), igrači mogu unijeti bilo koji događaj koji žele i koristiti bilo koji automobil koji žele, dok se odlučuju ili za prilagođene parametre za događaj (tj. broj krugova), ili dopuštaju igri da stvori slučajni skup parametara. Broj događaja i automobila koje možete izabrati ovisi o napretku igrača u načinu rada Karijera.
U načinu Serija Izazova (Challenge Series) igrači sudjeluju u nizu uzastopnih događaja u kojima se dovršetkom jednog otključava sljedeći događaj. Dok se oko polovice njih fokusira na utrke na kontrolnim točkama, druga se sastoji od mješavine događaja potjere sličnih prekretnicama u načinu rada za karijeru, pri čemu svaki događaj daje zadatak igraču da dovrši svoj cilj pomoću određenog vozila na određenoj ruti/iz početni položaj, a početak na određenoj razini topline. Vozila za svaki događaj su unaprijed podešena i kreću se od raznih automobila dostupnih u načinu rada za karijeru, do onih kojima nije moguće pristupiti, poput kipera i policijskih automobila. Dovršavanje specifičnih izazova nagrađuje igrača bonus automobilima za korištenje u načinu rada Karijera i Brza utrka.
Multiplayer u Most Wantedu sastoji se od online načina rada, koji su bili dostupni za Xbox 360, Xbox, PC i PlayStation Portable izdanja igre. Do 4 igrača mogu sudjelovati u internetskoj utrci i mogu se utrkivati u 4 načina igre uključujući krug, sprint, nokaut u krugu i brzinsku zamku. Nadalje, postoji mogućnost omogućavanja podudaranja performansi u internetskoj utrci - svi automobili u utrci automatski se nadograđuju kako bi odgovarali performansama (tj. Najvećoj brzini, upravljanju itd.) Najbržeg automobila u toj utrci. Međutim, čim utrka završi, uklanjaju se sve izmjene na automobilima koje odgovaraju performansama. Mrežni lobi za više igrača ugašen je 1. kolovoza 2011.

## Radnja igre

### Lokacija
Most Wanted održava se u izmišljenom gradu Rockportu, koji se sastoji od tri glavna okruga: Rosewood, Camden Beach i Downtown Rockport. Grad se sastoji od područja s mračnim industrijskim kompleksima, bogatim predgrađima, planinskim i šumovitim okolišem, sveučilišnim kampusom i središtem grada, s mješavinom cestovnih mreža, od obalnih cesta do velikih autocesta. Na postavku uvelike utječu gradovi iz cijelog američkog "Rust Belta" i Sjeverozapadnog Pacifika, s nekim sličnostima s Pittsburghom, Pennsylvanijom, Seattleom, Washingtonom i Portlandom, Oregonom. Većina događaja i priča u igri odvijaju se u određenom vremenskom razdoblju između izlaska i zalaska sunca, u usporedbi s utrkama iz prethodnog naslova koje su se odvijale noću.

### Priča
U gradu Rockportu, pripadnici Rockport policije (RPD) rade na okončanju gradske ilegalne scene uličnih utrka. Radna skupina prometnih službenika predvođena narednikom Jonathanom Crossom nastoji srušiti uključene ulične trkače, uključujući skupinu poznatu kao "Crna lista" - petnaest uličnih trkača koji su stekli slavu svojim utrkama i izbjegavanjem policije. Igrač, ulični trkač koji stiže u Rockport da izazove Crnu listu prilagođenim BMW M3 GTR -om, prima pomoć od svoje ulične trkačice Mie Townsend u organizaciji sastanka s Razorom, vozačem s najnižeg ranga na crnoj listi. Natječući se s njim u utrci "pink slip" nekoliko dana kasnije, [3] Mia otkriva da igračev BMW curi ulje kad utrka počne, prisiljavajući igrača da odustane od utrke i izgubi svoj automobil Razoru. Cross uskoro dolazi s RPD -om i uhićuje igrača za ulične utrke, nakon što Razor pobjegne, ali ih je prisiljen pustiti zbog nedostatka dokaza.
Kad se oslobodi, Mia otkriva igraču da je Razor sabotirao njihov automobil kako bi ga zaplijenili i iskoristili za uspon na crnu listu, te im savjetuje da učine isto kako bi se osvetili. Pružajući im sigurnu kuću i osiguravajući novi automobil, igrač počinje raditi kako bi se natjecao protiv Crne liste u nizu uličnih utrka i izazova koji uključuju policijsku potragu. S vremenom, igrač se uspinje i stječe dovoljnu reputaciju da uskoro privuče Razorovu pažnju nakon što postane vozač broj 2 na crnoj listi. Par se uskoro ponovno natječe u još jednoj ružičastoj utrci, a igrač je na kraju pobijedio protiv njega i oporavio svoj BMW.
Ubrzo nakon njihove pobjede, Mia se otkriva da je policajac na tajnom zadatku RPD -a, koji je radio na tome da iznutra sruši Crnu listu za Crossa. Dok Razor i drugi vozači polako bivaju uhićeni, Mia odbija dopustiti da igrač bude zarobljen i savjetuje im da bježe, što je do Crossovog bijesa. Dok RPD započinje gradski lov na igrača, Mia ih kontaktira i pruža im put za bijeg iz grada preko zapuštenog mosta na gradskim granicama. Igrač uspješno izbjegava policajce došavši do njega i napušta Rockport. U sceni nakon kredita, Cross stvara nalog na nacionalnoj razini za igrača i njegov BMW, dodajući ga na Nacionalnu listu najtraženijih. Ovaj događaj vodi do sljedeće igre Need For Speed: Carbon.

## Razvoj i izdanje
Need for Speed: Most Wanted 'Black Edition, kolekcijsko izdanje Most Wanted, objavljeno je u znak proslave 10. godišnjice serije Need for Speed i zajedno s objavljivanjem Most Wanted. Black Edition sadrži dodatne utrke, bonus automobile i ostale dodatne sadržaje. Black Edition također dolazi s DVD -om s posebnom značajkom koji sadrži intervjue i video zapise o igri. Black Edition je objavljen za Microsoft Windows, PlayStation 2 i Xbox u Sjedinjenim Državama i Australiji; samo je PlayStation 2 verzija Black Edition dodatno objavljena za Europu.
Isječci u igri su video zapisi uživo snimljeni s pravim glumcima i postavljeni komadi, a CGI efekti dodani su u vanjske prostore automobila i okruženja za dodatni vizualni štih. Spotovi su predstavljeni u znatno drugačijem stilu od serije Underground, a ova prezentacija izrezanih scena ponovno se koristi u emisijama Carbon i Undercover.
Prikaz između svih verzija grafički nije isti, osobito na prijenosnim verzijama. Verzija sustava Microsoft Windows razlikuje se ovisno o hardveru i može izgledati bolje u usporedbi s verzijama konzole. Preporučeni hardver ili noviji ima sličan broj sličica u sekundi za verziju Xbox 360. Igra intenzivno koristi HDRR i efekte zamućenja pokreta kako bi pružila realniji osjećaj.
Need for Speed: Most Wanted 5-1-0 je PlayStation Portable verzija Most Wanteda, objavljen istog dana kad i njegove konzole i osobna računala. Slično kao Most Wanted, Most Wanted 5-1-0 ima sličan popis 15 crnih lista i način rada za karijeru, s dodatkom "Tuner Takedown", "Be the Cop" način koji nije prikazan na Most Wanted. Most Wanted 5-1-0 nema mnogo elemenata iz drugih konzola i računala, poput izrezanih scena, priče i slobodnog načina kretanja te sadrži manje razlike (uključujući navođenje pravog imena trkača na crnoj listi, a ne njegovog nadimka ). Naslov igre temelji se na brojkama "5-1-0", što je policijski kôd za ulične utrke.
Glazba predstavljena u igri uglavnom je licencirana glazba EA Traxa. To su različiti glazbeni žanrovi, od rapa, hip-hopa i rocka, koje pjevaju umjetnici poput The Prodigy, Styles of Beyond, Disturbed, Avenged Sevenfold i Hush.
EA je prestala s podrškom za Windows verziju igre vrlo rano u svom životnom ciklusu. Najnovija zakrpa za verziju sustava Windows (1.3) objavljena je 6. prosinca 2005.

## Vanjske poveznice
- Službena EA stranica